# Universitätsbibliothek Tübingen
Die 1499 erstmals erwähnte Universitätsbibliothek Tübingen (kurz UB Tübingen) ist eine zentrale Einrichtung der 1477 gegründeten Eberhard Karls Universität Tübingen.
Das Bibliotheksgebäude ist ein Komplex aus vier Teilen. Das Hauptgebäude und der Bonatzbau befindet sich in der Wilhelmstraße 32, daran angeschlossen sind der Ammerbau Brunnenstraße 25 und die Alte Waschhalle Brunnenstraße 21 und 23, die mit Gängen verbunden sind. Zur Universitätsbibliothek gehört weiterhin die Zweigstelle Auf der Morgenstelle 16 für die Naturwissenschaften und die Bereichsbibliothek Schloss Nord für Ägyptologie, Altorientalistik und Archäologie des Mittelmeerraumes im Schloss Hohentübingen Burgsteige 11.

## Geschichte

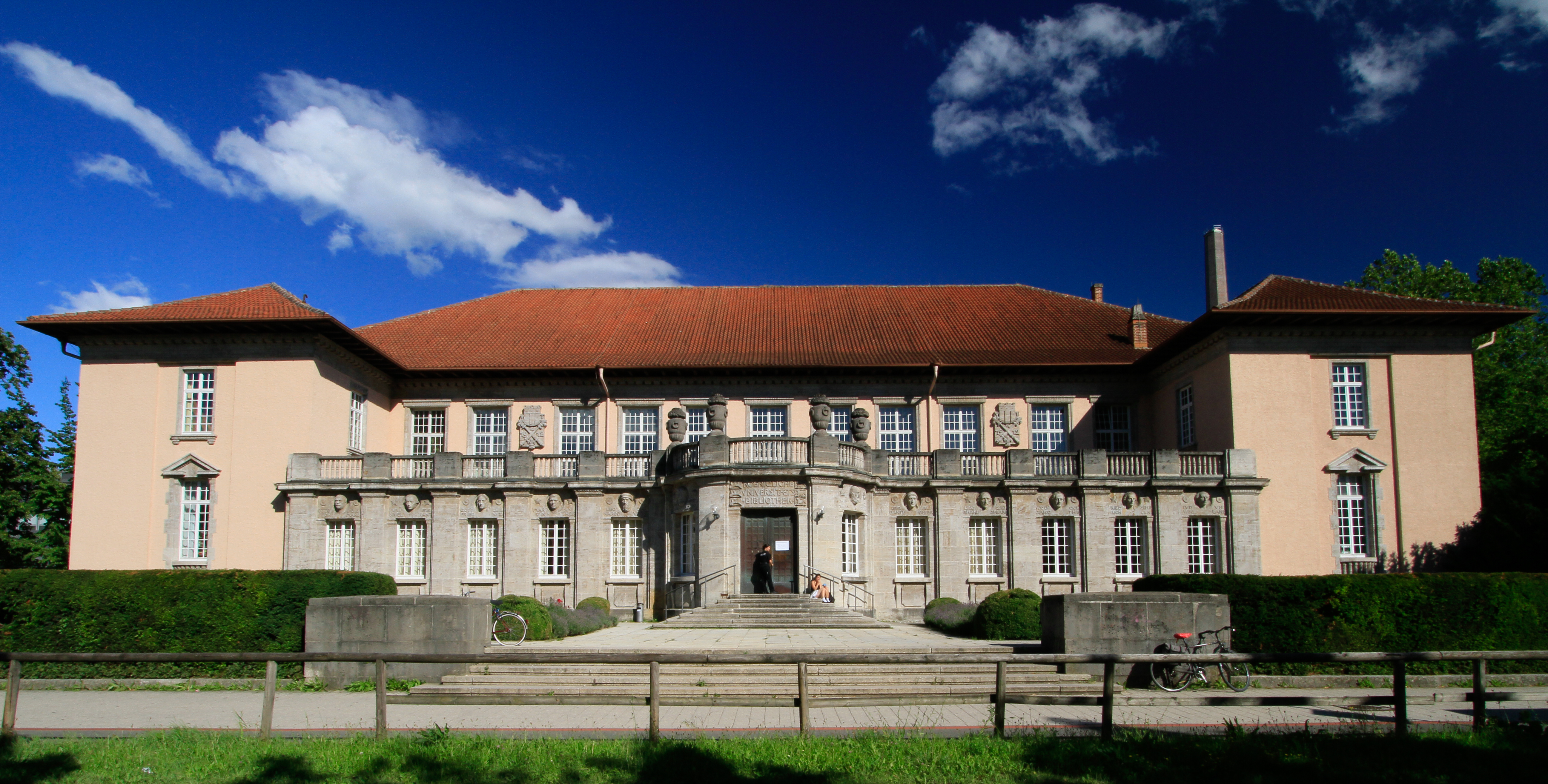
Bonatzbau

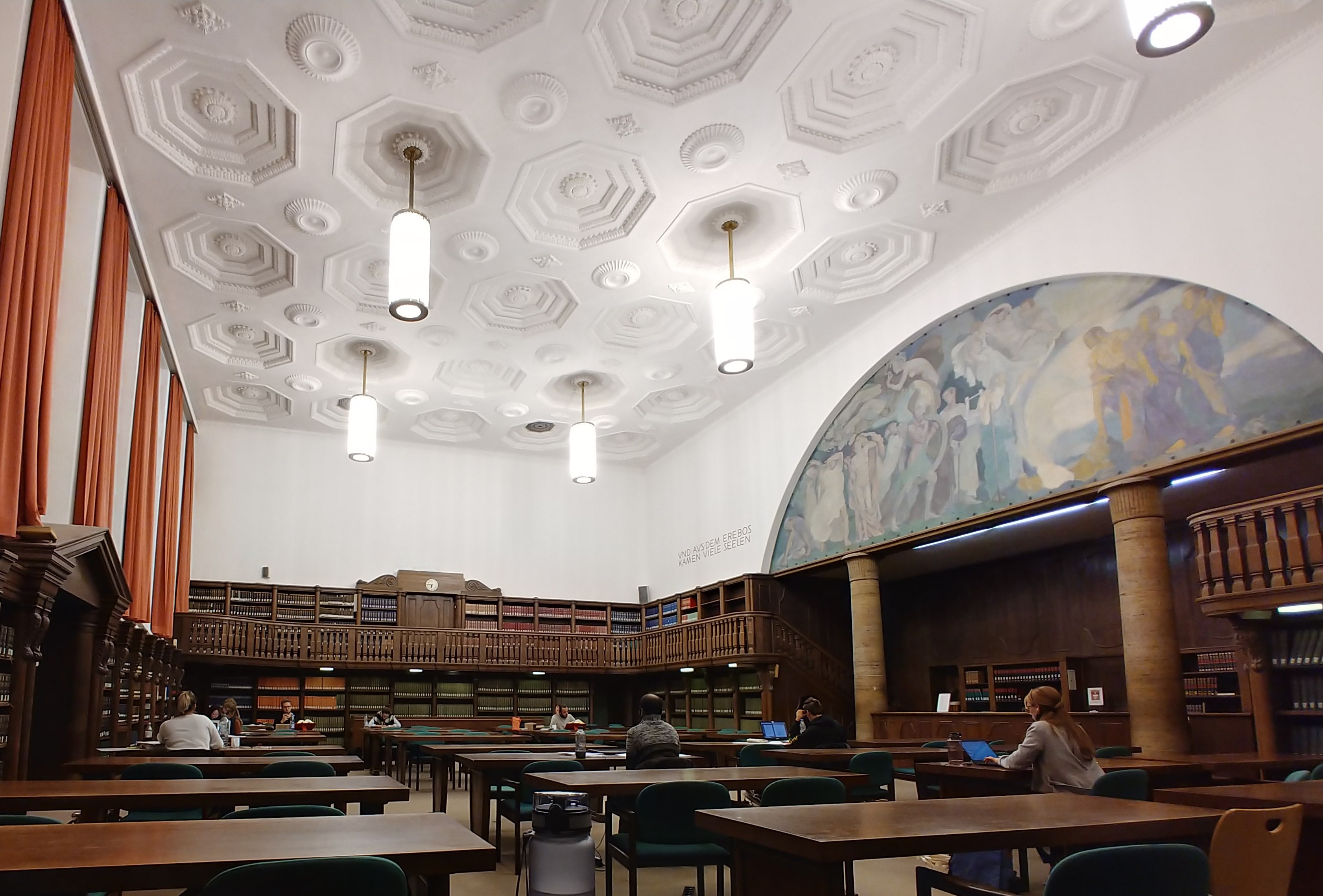
Historischer Lesesaal im Bonatzbau

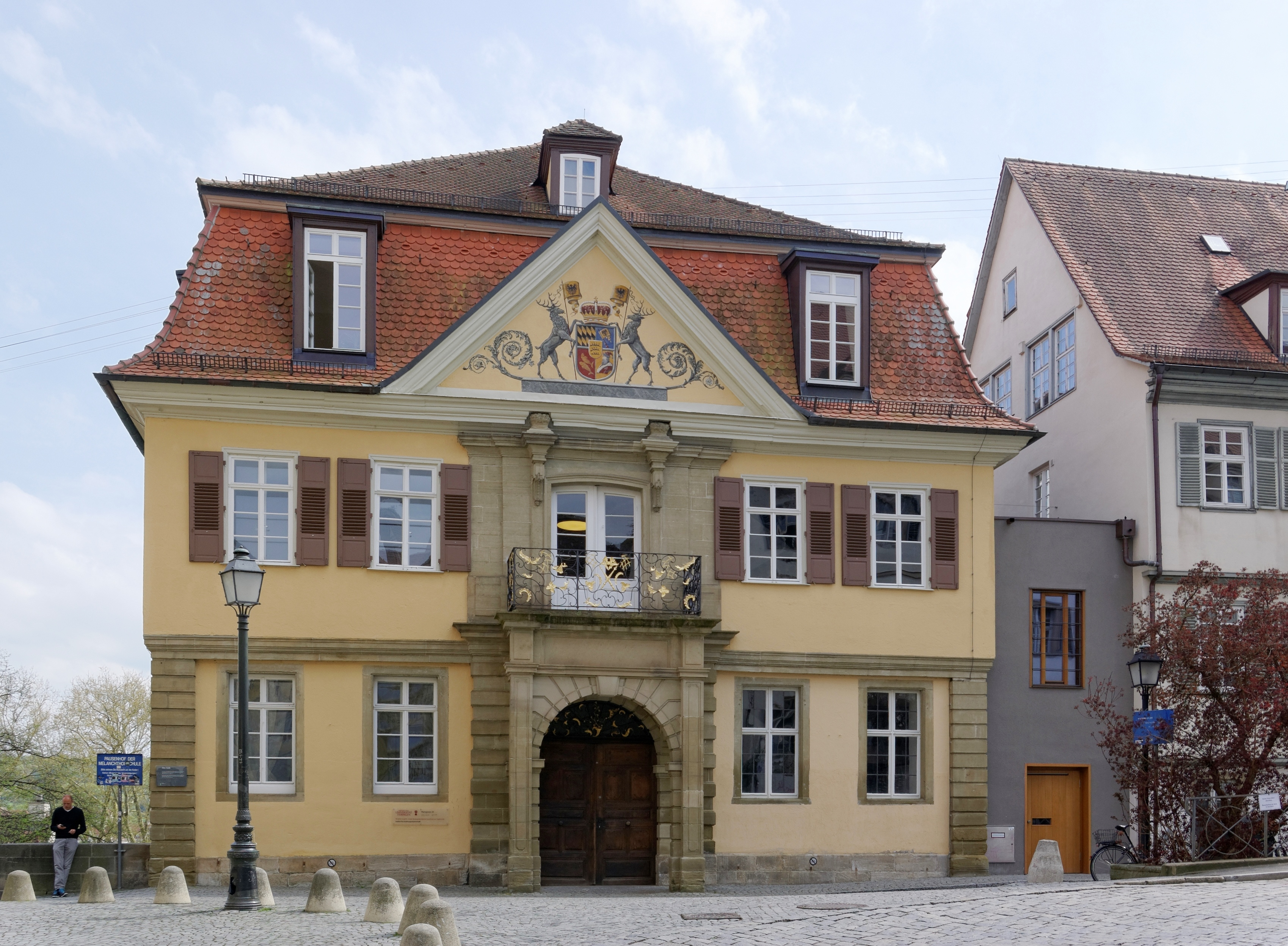
Alte Aula

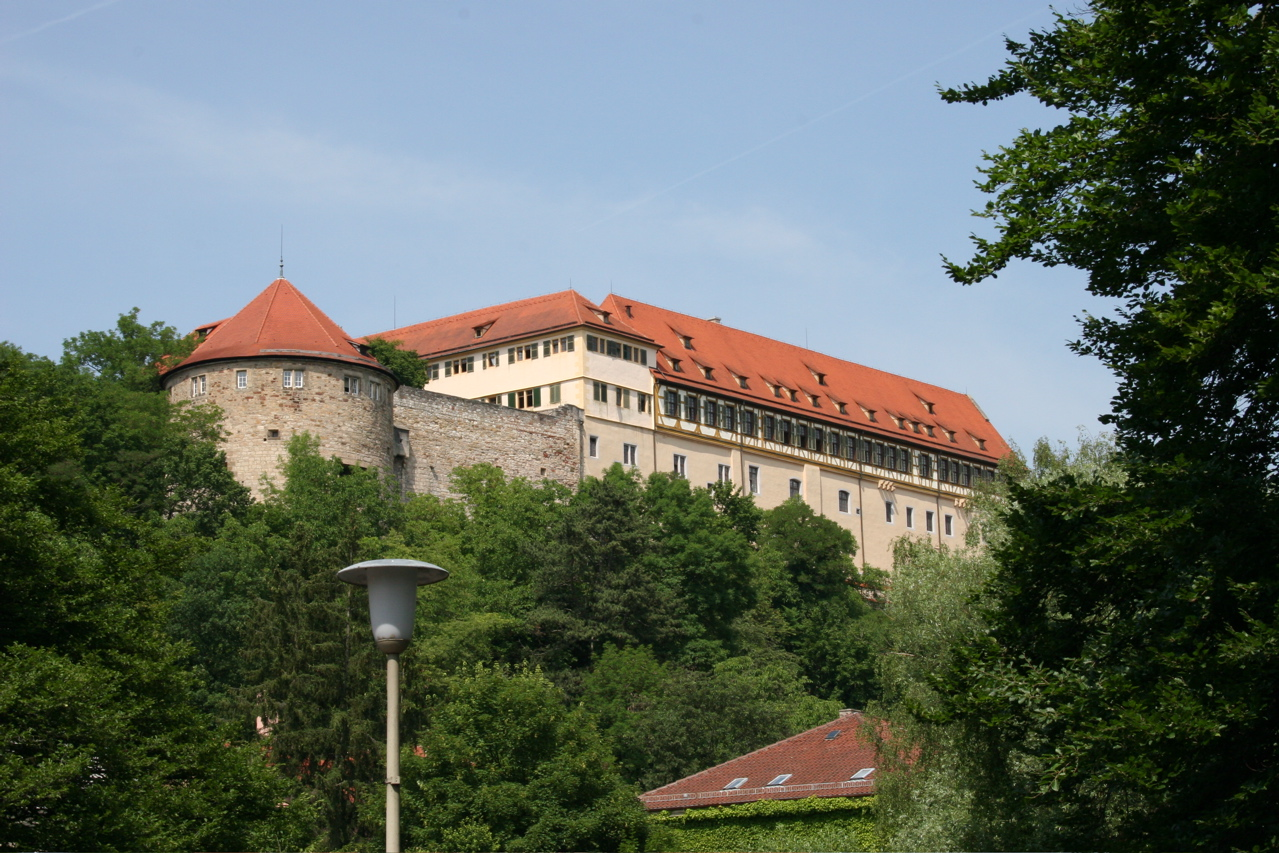
Schloss Hohentübingen

### Gebäude
Die Bibliothek wurde erstmals 1499 erwähnt und war zunächst im Sapienzhaus untergebracht, dem ersten zentralen Universitätsgebäude Tübingens. Dieses Gebäude brannte im Jahre 1534 komplett ab, so dass auch der frühe Bestand der Bibliothek vernichtet wurde. Nach längerer Wartezeit wurde von 1547 bis 1549 schräg gegenüber der Tübinger Stiftskirche anstelle der „Sapienz“ ein neues Gebäude errichtet, die „Aula nova“, das später nach Errichtung der Neuen Aula in der Wilhelmstraße in Alte Aula umbenannt wurde. In den unteren Stockwerken wurden Bibliothek und Archivalien der Universität untergebracht. Nachdem das Schloss Hohentübingen von der württembergischen Regierung der Universität zur Verfügung gestellt worden war, konnte die Universitätsbibliothek, die schon lange unter Raumknappheit litt, im Jahre 1819 in größere Räumlichkeiten im Schloss umziehen. Schnell entstand im 19. Jahrhundert wiederum Raumnot. Ab 1912 konnte mit dem heute denkmalgeschützten Bonatzbau (nach dem Architekten Paul Bonatz) erstmals ein neues eigenes Gebäude schräg gegenüber der Neuen Aula in der Wilhelmstraße genutzt werden. Bereits nach einem halben Jahrhundert wurde 1963 direkt neben dem Bonatzbau der Erweiterungsbau für die erneut unter Platzmangel leidende Bibliothek fertiggestellt, der heute als Hauptgebäude genutzt wird. Auch diesem wurden wiederum Erweiterungsgebäude zur Seite gestellt, nämlich 1989 (im Zusammenhang mit der Asbestsanierung des Hauptgebäudes) die von Hans Daiber 1930/31 erbaute Universitätswäscherei ("Alte Waschhalle") und 2002 der neue Ammerbau.
Als Bereichsbibliotheken gehören zur Universitätsbibliothek die Bereichsbibliothek Morgenstelle, die ebenso wie die Bereichsbibliothek Biologie nahe der naturwissenschaftlichen Institute auf der Morgenstelle untergebracht ist. Weitere Bereichsbibliotheken existieren im Bereich der Geologie sowie auf dem Schloss (für die Fächer Archäologie, Ägyptologie und Altorientalistik).

### Direktoren und leitende Universitätsbibliothekare
Seit ihrer Gründung bis zum Jahre 1895 wurde die Bibliothek von einem Professor im Nebenamt als Oberbibliothekar geleitet, u. a.:
| 1836–1844 Robert von Mohl (1799–1875; Prof. für Staatsrecht)                                                     |
| 1844–1850 Adelbert von Keller (1812–1883; Prof. für neuere Sprachen)                                             |
| 1850–1855 Johann Baptist Fallati (1809–1855; Prof. für politische Geschichte)                                    |
| 1855–1895 Rudolf von Roth (1821–1895; Prof. für Sanskrit)                                                        |
| 1895–1920 Karl Geiger (1855–1924; erster Berufsbibliothekar)                                                     |
| 1920–1921 Karl Bohnenberger (1863–1951; Prof. für Germanistik, kommissarisch)                                    |
| 1921–1947 Georg Leyh (1877–1968; bedeutender Bibliothekswissenschaftler, Honorarprofessor)                       |
| 1947–1951 Wilhelm Hoffmann (1901–1986; Direktor der Württembergischen Landesbibliothek Stuttgart, kommissarisch) |
| 1951–1959 Paul Gehring (1890–1970)                                                                               |
| 1959–1972 Walther Gebhardt (1906–2003)                                                                           |
| 1972–1987 Richard Landwehrmeyer (1929–2006)                                                                      |
| 1987–1991 Joachim-Felix Leonhard (* 1946)                                                                        |
| 1991–2003 Berndt von Egidy (1938–2022)                                                                           |
| 2003–2008 Ulrich Schapka (* 1942, Honorarprofessor für Iranistik)                                                |
| 2008–2023 Marianne Dörr (* 1960)                                                                                 |
| 2024–aktuell Regine Tobias                                                                                       |

Der Historiker Karl August Klüpfel wurde 1814 zunächst Zweiter Bibliothekar in Tübingen und verfasste 1849 eine Tübinger Universitätsgeschichte. Weitere bekannte Bibliothekare waren der Philologe Jeremias David Reuss, der Theologe Johann Friedrich Immanuel Tafel, der aus Reutlingen stammende Schriftsteller Hermann Kurz (Vater der Autorin Isolde Kurz), der Orientalist Julius Euting und der Geograph Robert Gradmann.

### Buchbestand und Spezialsammlungen

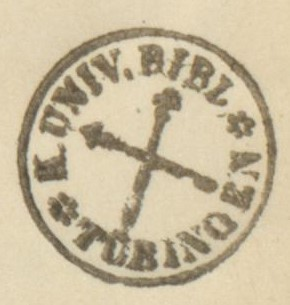
Königliche Universitätsbibliothek Tübingen. Stempel in einem Buch aus dem Jahr 1903

1776 hatte die UB einen Bestand von 15.000 Titeln. Dieser erhöhte sich bis 1822 auf 60.000, bis 1912 auf 541.000, bis 1963 1.204.000. 2004 waren es 3.400.000 und 2012 etwa 3.712.480 Titel. Um 2024 sind es nun 4.159.073.
Mit der Übernahme der Bibliothek von Ludwig Gremp von Freudenstein (Jurist und Stadtadvokat von Straßburg) im Jahre 1586 entstand ein umfangreicher und wertvoller Bestand an Drucken verschiedener Fachgebiete, der durch die Grempsche Familienstiftung bis in das 20. Jahrhundert regelmäßig erweitert wurde. Vor allem im 19. Jahrhundert erwarben die Bibliothekare zahlreiche Schenkungen aus privaten Gelehrtensammlungen und Nachlässen. Hinzu kam Anfang des 19. Jahrhunderts Säkularisationsgut aus aufgelösten Klosterbibliotheken. Unter den Musikalien ist besonders die aus Biberach/Riß stammende Kicksche Notensammlung (gemeint ist Jacob Friedrich Kick) zu nennen.
Die UB Tübingen betreut mehrere Sondersammelgebiete im Rahmen des Sondersammelgebietsplans der Deutschen Forschungsgemeinschaft. Dabei wird die in- und ausländische Literatur der Fachgebiete Theologie, Religionswissenschaft und Alter Orient mit hoher Vollständigkeit gesammelt. Das Sondersammelgebiet Kriminologie wird zusammen mit dem Institut für Kriminologie der Universität Tübingen betreut. Im Bereich der Theologie und Religionswissenschaft bot die UB Tübingen von 2007 bis 2014 die Virtuelle Fachbibliothek Theologie und Religionswissenschaft an, seit 2015 den Fachinformationsdienst Theologie. Bis 1997 bzw. 2004 war die UB Tübingen auch für die Sondersammelgebiete Vorderer Orient und Südasien zuständig, die seither in Heidelberg bzw. Halle/S. weitergeführt werden.
Mit dem „Index Theologicus“ (Ixtheo) erarbeitet die UB Tübingen eine internationale wissenschaftliche Open-Access-Bibliographie für Theologie und Religionswissenschaft. Hinzu kommt eine eigene Literaturdatenbank „RelBib“ für die Religionswissenschaft. In enger Zusammenarbeit mit dem Institut für Kriminologie der Universität Tübingen wird die Datenbank „KrimDok“ erstellt.
Außerdem befinden sich in den Sammlungen der Universitätsbibliothek museale Objekte aus dem 17. und 20. Jahrhundert (Mobiliar etc.), deren Ausstellung zusammen mit dem Museum der Universität Tübingen MUT organisiert wird.
Seit 2015 ist das Universitätsarchiv Tübingen organisatorisch wieder (wie vor 1964) eine Abteilung der Universitätsbibliothek.

## Ausstattung
Den Benutzern stehen PC-Arbeitsplätze und LAN- und W-LAN-Plätze für eigene Notebooks zur Verfügung. An den hauseigenen PCs kann nicht nur im Internet allgemein, sondern auch in den von der UB lizenzierten Angeboten (Datenbanken, Zeitschriften etc.) recherchiert werden.

## Statistische Angaben
| DBS-Kennzahl    | Beschreibung                                          | 2020      | 2021      | 2022      | 2023      |
| --------------- | ----------------------------------------------------- | --------- | --------- | --------- | --------- |
| 4               | Entleihende Benutzer                                  | 25.513    | 24.142    | 22.636    | 22.120    |
| 6               | Öffnungstage im Jahr                                  | 290       | 310       | 348       | 348       |
| 16              | Benutzerarbeitsplätze                                 | 1.393     | 1.431     | 1.511     | 1.511     |
| 18+38+62+78+102 | Bestand physische Medien (Bücher, Kunstdrucke etc.)   | 4.005.998 | 4.006.967 | 4.018.771 | 4.029.198 |
| 113.1           | Bestand E-Books                                       | 354.542   | 504.583   | 552.456   | 606.015   |
| 131             | Bestand elektronische Zeitschriften                   | 33.641    | 36.404    | 36.715    | 36.301    |
| 149             | Erwerbungsausgaben gesamt in Euro                     | 4.862.554 | 5.325.754 | 6.060.446 | 4.270.628 |
| 151             | Erwerbungsausgaben für digitale Medien in Euro        | 2.183.181 | 4.540.959 | 4.585.007 | 3.316.370 |
| 167             | Entleihungen physische Einheiten gesamt               | 1.174.396 | 1.110.579 | 913.392   | 763.650   |
| 176             | Bibliotheksbesuche                                    | 638.507   | 548.396   | 1.049.043 | 1.180.806 |
| 177             | Benutzerschulungen in Stunden                         | 74        | 71        | 207       | 253       |
| 178             | Teilnehmer an Benutzerschulungen                      | 1.107     | 1.257     | 2.824     | 3.038     |
| 185             | Zahl der erhaltenen Bestellungen (aktive Fernleihe)   | 32.722    | 31.325    | 26.374    | 23.518    |
| 186             | Zahl der abgesandten Bestellungen (passive Fernleihe) | 13.481    | 14.916    | 13.895    | 12.568    |

Quelle: Deutsche Bibliotheksstatistik (DBS), variable Abfrage 2020–2023